# Kazys Tallat-Kelpša
Kazys Tallat-Kelpša (ur. 28 października 1893 w Padievytis k. Szyłeli, zm. 1 stycznia 1968 w Chicago) – litewski generał brygady. 

## Życiorys
Po ukończeniu gimnazjum handlowego w Kownie służył w rosyjskiej kawalerii. Brał udział w I wojnie światowej, w której został ranny. 
Po powrocie na Litwę w 1918 zaciągnął się do wojska, gdzie również  służył w kawalerii. Znalazł się w składzie litewskiej misji wojskowej ma konferencję pokojową w Paryżu w 1919. W 1920 dowodził IV eskadrą II Litewskiego Pułku Ułanów im. Księżnej Biruty (lit. Antrasis ulonų Lietuvos Kunigaikštienės Birutės pulkas). Dosłużył się stopnia kapitana. W tym samym roku został mianowany attaché wojskowym w Republikach Łotewskiej i Estońskiej. 
W 1926 ukończył studia w Akademii Sztabu Generalnego w Brukseli. Po powrocie do kraju wykładał m.in. historię sztuk walki na wyższych kursach wojskowych oraz w Kowieńskiej Szkole Wojskowej im. Witolda Wielkiego.
W latach 1934–1940 stał na czele litewskiej kawalerii. W 1935 uzyskał stopień  generała brygady. W 1940 zwolniony ze służby. Cztery lata później opuścił Litwę, udając się do Austrii i Niemiec. Na jesieni 1949 osiedlił się w USA. 